# Trupia farma
Trupia farma – wyodrębniony teren, na którym prowadzone są badania rozkładu zwłok przez antropologów sądowych.
Teren, na którym prowadzone są badania, jest zazwyczaj zróżnicowany. Ciała zostają zakopane w ziemi, pozostawione na powierzchni, zanurzone w wodzie, pozostawione we wrakach samochodów itd. To pozwala na zbadanie jak i w jakim czasie rozkłada się ludzkie ciało, biorąc pod uwagę wpływ wywierany na nie przez takie czynniki zewnętrzne jak temperatura, rodzaj gleby, wilgotność powietrza. Ustalenie momentu zgonu może ułatwić obserwacja rozwoju larw w ciele. Wszystkie te informacje są niezwykle przydatne w medycynie sądowej, powstanie takich farm przyczyniło się do ułatwienia pracy technikom kryminalistyki. 
Nazwę „Body Farm” spopularyzowała książka kryminalna Patricii Cornwell o tym właśnie tytule.

## Knoxville
Miejsc, na których prowadzone są badania rozkładu, jest kilka w USA. Najsłynniejsza „trupia farma” znajduje się w Knoxville i jako University of Tennessee Anthropological Research Facility jest częścią Uniwersytetu Tennessee. Powstanie jej wiąże się z nazwiskiem antropologa dr Williama M. Bassa, który będąc pracownikiem tego uniwersytetu, wielokrotnie udzielał konsultacji policji w sprawach dotyczących rozkładu zwłok. Zwrócił uwagę na to, że do tej pory nie prowadzono szczegółowych badań gnicia ciał w naturalnym środowisku, dlatego w 1981 r. założył jako pierwszy placówkę prowadzącą takie badania.
Placówka University of Tennessee Anthropological Research Facility jest zalesioną działką o powierzchni 1 ha, otoczoną ogrodzeniem z drutu kolczastego. Na jej terenie znajdują się ciała poddane różnym naturalnym czynnikom, w zależności od których proces rozkładu przebiega w różnoraki sposób i w różnym tempie. Od momentu powstania ponad 300 osób dobrowolnie przekazało zwłoki na użytek Trupiej Farmy w Knoxville, a około 120 ciał jest oddawanych dobrowolnie każdego roku. Istnieje także specjalna lista osób oczekujących na złożenie swoich szczątków na terenie placówki - są to przeważnie osoby zainteresowane medycyną sądową, czy też takie, które chcą się przysłużyć po swojej śmierci nauce. 
W 2003 r. wydano książkę napisaną przez dra W. M. Bassa oraz Jona Jeffersona, opisującą farmę z Knoxville. Książka nosi tytuł „Death's Acre: Inside the Legendary Forensic Lab the Body Farm Where the Dead Do Tell Tales” i w 2012 r. ukazała się także w polskim przekładzie jako Trupia Farma. Sekrety legendarnego laboratorium sądowego, gdzie zmarli opowiadają swoje historie.

## Innetrupie farmy
- Western Carolina University
- Texas State University
- Sam Houston State University
- California University of Pennsylvania